# Gimnàstica als Jocs Olímpics d'estiu de 1956
Als Jocs Olímpics d'Estiu de 1956 celebrats a la ciutat de Melbourne (Austràlia) es disputaren 15 proves de gimnàstica, vuit en categoria masculina i set en categoria femenina. La competició es disputà entre els dies 3 i 7 de desembre de 1956 al West Melbourne Stadium de Melbourne.

## Resum de medalles

### Categoria masculina
| Prova                              | Or | Argent                                                                                             | Bronze |
| Concurs complet individual Detalls | Viktor Chukarin                                                                                                 | Takashi Ono                                                                                        | Yuri Titov |
| Concurs complet per equips Detalls | Unió SovièticaViktor Chukarin · Valentin Muratov · Boris Shakhlin · Albert Azarian · Yuri Titov · Pavel Stolbov | JapóTakashi Ono · Masao Takemoto · Akira Kono · Nobuyuki Aihara · Shinji Tsukawaki · Masumi Kubota | FinlàndiaRaime Heinonen · Onni Lappalainen · Olavi Leimuvirta · Berndt Lindfors · Martti Mansikka · Kalevi Suoniemi |
| Exercici de terra Detalls          | Valentin Muratov                                                                                                | Nobuyuki Aihara                                                                                    | No es concedí |
| Exercici de terra Detalls          | Valentin Muratov                                                                                                | William Thoresson                                                                                  | No es concedí |
| Exercici de terra Detalls          | Valentin Muratov                                                                                                | Viktor Chukarin                                                                                    | No es concedí |
| Barra fixa Detalls                 | Takashi Ono | Yuri Titov                                                                                         | Masao Takemoto |
| Barres paral·leles Detalls         | Viktor Chukarin                                                                                                 | Masumi Kubota                                                                                      | Takashi Ono |
| Barres paral·leles Detalls         | Viktor Chukarin                                                                                                 | Masumi Kubota                                                                                      | Masao Takemoto |
| Cavall amb arcs Detalls            | Boris Shakhlin                                                                                                  | Takashi Ono                                                                                        | Viktor Chukarin |
| Anelles Detalls                    | Albert Azarian                                                                                                  | Valentin Muratov                                                                                   | Masumi Kubota |
| Anelles Detalls                    | Albert Azarian                                                                                                  | Valentin Muratov                                                                                   | Masao Takemoto |
| Salt sobre cavall Detalls          | Helmut Bantz | No es concedí                                                                                      | Yuri Titov |
| Salt sobre cavall Detalls          | Valentin Muratov                                                                                                | No es concedí                                                                                      | Yuri Titov |

### Categoria femenina
| Prova                              | Or | Argent                                                                                              | Bronze |
| Concurs complet individual Detalls | Larissa Latínina | Ágnès Keleti                                                                                        | Sofia Muràtova |
| Concurs complet per equips Detalls | Unió SovièticaTamara Manina · Larissa Latínina · Sofia Muràtova · Lidia Kalinina · Polina Astàkhova · Ludmilla Egorova | HongriaÁgnès Keleti · Margit Korondi · Olga Tass · Alice Kertesz · Andrea Bodo · Karolyne Gulyas    | RomaniaGeorgetta Hurmuzachi · Sonia Iovan · Elena Leuşteanu · Elena Mărgărit · Elena Săcalici · Emilia Vatasoiu        |
| Exercici de terra Detalls          | Ágnes Keleti | No es concedí                                                                                       | Elena Leuşteanu |
| Exercici de terra Detalls          | Larissa Latínina | No es concedí                                                                                       | Elena Leuşteanu |
| Barra d'equilibris Detalls         | Ágnès Keleti | Eva Bosáková                                                                                        | No es concedí |
| Barra d'equilibris Detalls         | Ágnès Keleti | Tamara Manina                                                                                       | No es concedí |
| Barres asimètriques Detalls        | Ágnès Keleti | Larissa Latínina                                                                                    | Sofia Muràtova |
| Salt sobre cavall Detalls          | Larissa Latínina | Tamara Manina                                                                                       | Olga Tass |
| Salt sobre cavall Detalls          | Larissa Latínina | Tamara Manina                                                                                       | Ann Pettersson |
| Concurs per aparells Detalls       | HongriaÁgnès Keleti · Margit Korondi · Olga Tass · Alice Kertesz · Andrea Bodo · Karolyne Gulyas                       | Suècia Ann Pettersson · Eva Rönström · Doris Hedberg · Karin Lindberg · Evy Berggren · Maude Karlén | Unió SovièticaTamara Manina · Larissa Latínina · Sofia Muràtova · Lidia Kalinina · Polina Astàkhova · Ludmilla Egorova |
| Concurs per aparells Detalls       | HongriaÁgnès Keleti · Margit Korondi · Olga Tass · Alice Kertesz · Andrea Bodo · Karolyne Gulyas                       | Suècia Ann Pettersson · Eva Rönström · Doris Hedberg · Karin Lindberg · Evy Berggren · Maude Karlén | PolòniaHelena Rakoczy · Natalia Kot · Danuta Nowak · Dorota Horzonek · Barbara Wilk · Lidia Szczerbińska               |

## Medaller
| Posició | País           | Or | Argent | Bronze | Total |
| 1       | Unió Soviètica | 11 | 6      | 6      | 23    |
| 2       | Hongria        | 4  | 2      | 1      | 7     |
| 3       | Japó           | 1  | 5      | 5      | 11    |
| 4       | Alemanya       | 1  | 0      | 0      | 1     |
| 5       | Suècia         | 0  | 2      | 1      | 3     |
| 6       | Txecoslovàquia | 0  | 1      | 0      | 1     |
| 7       | Romania        | 0  | 0      | 2      | 2     |
| 8       | Finlàndia      | 0  | 0      | 1      | 1     |
| 8       | Polònia        | 0  | 0      | 1      | 1     |